# Левицкий, Павел Александрович
Павел Александрович Левицкий (26 июня 1926 — 2 февраля 2000) — советский и украинский художник, скульптор. Работал в жанрах станковой и монументальной скульптуры. Член Национального союза художников Украины (1992).

## Биография
Родился 26 июня 1926 года, в cеле Григоровка. В апреле 1944 года призван в РККА, участник Великой Отечественной войны, награждён орденом Отечественной войны II степени и медалью «За отвагу».
В 1962 году окончил Харьковский художественный институт, после чего начал трудовую деятельность на Винницком художественно-производственном комбинате.
Создавал станковые и монументальные скульптуры, памятные знаки. Награждён скульпторской областной премией имени М. Трублаини (1975). С 1974 года участвовал в областных и республиканских выставках.
Основные произведения: памятники комсомольцам 1920-х годов (1969), И. Бевзу (1982); мемориальный комплекс в честь павших воинов (1972); «Командир партизанского отряда» (1973); скульптурные композиции — «Материнство», «Клятва партизан», «Мать и дитя» (1974), «Пиета» (1987), «Трагедия войны» (1990); памятные знаки жертвам фашизма (1977), жертвам репрессий 1937—1939 (1990). Некоторые работы хранятся в Винницком художественном музее, Винницком краеведческом музее.
Жил и работал в Виннице, умер 2 февраля 2000 года.